# Заслонино
Заслонино — деревня в Можайском районе Московской области в составе Порецкого сельского поселения. Численность постоянного населения по Всероссийской переписи 2010 года — 69 человек. До 2006 года Астафьево входило в состав Порецкого сельского округа.
Деревня расположена на северо-западе района, примерно в 40 км от Можайска, на левом берегу реки Иночь, высота центра над уровнем моря 211 м. Ближайшие населённые пункты — Ягодино на противоположном берегу реки, Поречье на юго-востоке и Межутино на юго-западе.